# Felix Badenhorst
Felix Gerson Badenhorst (Hlatikulu, 12 giugno 1989) è un calciatore swati, centrocampista del Mbabane Swallows.

## Carriera

### Club
Ha iniziato la sua carriera nel Manzini Wanderers, per poi passare in prestito all'Intsha Sporting nel 2008.
Nel 2009 si è trasferito agli Jomo Cosmos.
Nell'ottobre 2020 si trasferisce al TS Galaxy, militante nella PSL sudafricana.

### Nazionale
Ha esordito in nazionale maggiore nel 2008.